# Юга Йокігар'ю
Юга Йокігар'ю (фін. Juha Jokiharju; народився 17 серпня 1968 у м. Тампере, Фінляндія) — фінський хокеїст, правий нападник. 
Виступав за «Кієккорейпас», СайПа (Лаппеенранта), КалПа (Куопіо), «Йокеріт» (Гельсінкі), АІК (Стокгольм), «Кярпят» (Оулу), «Ам'єн», «Руан», «Сторгамар Дрегонс», «Коо-Вее» (Тампере), ХК Бріансон. 
У складі молодіжної збірної Фінляндії учасник чемпіонату світу 1988. У складі юніорської збірної Фінляндії учасник чемпіонату Європи 1987.
Чемпіон Фінляндії (1994), срібний призер (1991, 1995). Чемпіон Франції (2001). Володар Кубка європейських чемпіонів (1995).